# قطع المعركة وجوانب الحرب
قطع المعركة وجوانب الحرب (1866)، هو أول كتاب للشعر ينشره المؤلف الأمريكي هيرمان ملفيل. المجلد مخصص «لذكرى ثلاثمئة ألف شخص سقطوا في الحرب لحماية علم بلدهم من أجل الحفاظ على الاتحاد»، ويضم 72 قصيدة تتناول معارك وشخصيات الحرب الأهلية الأمريكية وما أعقبها. يشمل المجلد أيضًا على ملاحظات وملحق نثري يعرض فيه ميلفل أفكاره حول كيفية تنفيذ إعادة الإعمار بعد الحرب.
احترم النقاد ميلفل في ذاك الوقت وكثيرًا ما انتقدوا بشدة أسلوبه غير التقليدي. باع الكتاب 486 نسخة فقط بحلول عام 1868 وبالكاد استعاد نصف تكاليف منشوراته. أصبح الكتاب بحلول النصف الأخير من القرن العشرين واحدًا من أهم مجموعات القصائد في الحرب الأهلية.قالب:Sfnb

## القصائد وخلفيتها
يُعد هذا الكتاب عودة لميلفل إلى الشعر بعد توقفه في عام 1860، بعد أن رفض هاربر وإخوته كتابًا من قصائده التي ضاعت الآن. فكر ميلفل في تأليف كتاب من قصائد الحرب بعد انتقال عائلته من ماساتشوستس إلى نيويورك في عام 1863، ولكنه لم يبدأ بفعل ذلك حتى عام 1864، ولم يُنشر الكتاب حتى عام 1866، أي بعد عام على انتهاء الحرب. يشير العنوان إلى اللوحات المألوفة للفنانين الهولنديين والبريطانيين الذين صوروا مشاهد المعركة في البحر والتجهيزات الموسيقية لهذه المعارك. شكلت المجلدات الأولى من كتاب فرانك مور (التجميعي) المكون من أحد عشر مجلدًا، سجل التمرد: يوميات الأحداث الأمريكية، مع الوثائق والحوادث التوضيحية والشعر وغيرها. (نيويروك: جي. بّي. بوتنام، 1861- 1868).قالب:Sfnb
يتكون لوحات المعركة من 72 قصيدة غنائية قصيرة وقصصية مجمعة ضمن قسمين. تركز السلسلة الأولى الأطول على المعارك، لكن التركيز ينصب على تقييم النتائج وشخصيات الضباط الذين قادوهم. تتكون السلسة الثانية والأقصر من المقطوعات والرثائيات.قالب:Sfnb
القصيدة الافتتاحية هي «النذير»، وهي عبارة عن تأمل في عقوبة إعدام جون براون شنقًا:
متدليًا من الجائز
يتمايل ببطء (مثل القانون)،
الظل النحيل على أرضك الخضراء،
شيناندواه!
الجرح على التاج
(لو، جون براون)،
ولن تُشفى الطعنات بعد الآن.
مخبًأ في الرداء
هل هذا الحزن الذي لا يمكن أن يستخلصه أحد؟
لذا فإن مستقبلكم يكشف عن وجهه
شيناندواه!
وتظهر لحيته المتدفقة
(جون براون الغريب)،
نيزك الحرب.
تشمل القصائد الأخرى «قداس أرواح الموتى الذين فُقدوا في المحيطات» و«الشهيد مؤشر على آلام الشعب في 15 أبريل 1865» و«الهيجان في تقدم ويك شيرمان من خلال كاروليناس» و«المسيرة إلى البحر» و«راقب أيها الجبل معركة الليل» و«قداس أرواح شيلوح» و«نظرة نفعية لمعركة مونيتور» و«تعارض الإدانات» و«على القتلى في تشيكاموجا».
في النثر «الملحق»، يقول ميلفل إنه «لم يكن أعمى على الإطلاق» وإنه يدافع عن المصالحة مع الجنوب. لكنه لا يحبذ منح العبيد السابقين حق الانتخاب على الفور، لأنهم «ما زالوا في مرحلة الطفولة بالنسبة للحرية»، ويجادل بأن التعاطف معهم «لا ينبغي له أن يسمح باستبعاد اللطف للمجتمعات التي تقربنا من طبيعتنا». يواصل قائلًا: «دعونا نكون مسيحيين تجاه إخواننا البيض، نحن أيضًا من محبي الخير تجاه السود، إخواننا الرجال».قالب:Sfnb
يلاحظ لورانس بويل أن ملفيل قد كتب من وجهة نظر يانكي أن قطع المعركة نادرًا ما تعبر عن الجينغوية أو النصر.قالب:Sfnb